# Skånings, Valle och Vilske domsaga
Skånings, Valle och Vilske domsaga var en domsaga i Skaraborgs län som bildades 1864. Domsagan upplöstes den 1 januari 1944 när Skarabygdens domsaga bildades.
Domsagan låg i domkretsen för Göta hovrätt.
Fram till 1930 skrevs domsagans namn också Skånings, Vilske och Valle domsaga.

## Tingslag
Domsagan hade tre tingslag fram till 1 januari 1905, då antalet tingslag minskades till två.

### Från 1864
- Skånings tingslag
- Valle tingslag
- Vilske tingslag

### Från 1905
- Skånings och Valle tingslag
- Vilske tingslag

## Häradshövdingar
- 1864–1883 Henrik Törner Planck
- 1884–1904 Carl Gustaf Wennberg
- 1905–1930 Georg Adolf Edvin Kronlund
- 1930–1932 Gunnar Davidsson Lundström (tillförordnad)
- 1933–1939 Pehr Gustaf Lindström
- 1940–1943 Gustaf Erik Eksell

## Valkrets för val till andra kammaren
Mellan andrakammarvalen 1866 och 1908 utgjorde Skånings, Valle och Vilske domsaga en valkrets: Skånings, Vilske och Valle domsagas valkrets. Valkretsen avskaffades vid införandet av proportionellt valsystem inför valet 1911 och uppgick då i Skaraborgs läns norra valkrets (Valle härad) och Skaraborgs läns södra valkrets (Skånings härad och Vilske härad).